# Northern Ireland Act (1998)
Der Northern Ireland Act 1998 war Teil des Verfassungsreformprogramms der damals im Vereinigten Königreich regierenden Labour Party unter Tony Blair. Der vollständige Titel lautet: „An Act to make new provision for the government of Northern Ireland for the purpose of implementing the agreement reached at multi-party talks on Northern Ireland set out in Command Paper 3883.“
Der Northern Ireland Act 1998 entstand in Reaktion auf das Karfreitagsabkommen zwischen der Regierung der Republik Irland, der Regierung Großbritanniens und den Parteien in Nordirland vom 10. April 1998. Er ersetzte den Government of Ireland Act von 1920 und legte neue Regelungen fest, die im Einklang mit dem Recht der Europäischen Union und dem nordirischen Friedensprozess standen.
Durch das Gesetz wird die Einrichtung und Zusammensetzung der Nordirland-Versammlung sowie deren Zuständigkeiten geregelt. Weiterhin enthielt es die Bestimmungen für die Wahl des  Ersten Ministers und Stellvertretenden Ersten Ministers von Nordirland, welche allerdings 2006 durch das St Andrews Agreement abgeschafft wurde. Seitdem werden der Erste Minster und sein Stellvertreter auf den Grundlagen des Northern Ireland (St Andrews Agreement) Act 2006 bestimmt.